# Triff die Elisabeths!
Triff die Elisabeths! ist eine französische Filmkomödie von Lucien Jean-Baptiste aus dem Jahr 2009.

## Handlung
Jean-Gabriel ist zwar verheiratet und Vater dreier Kinder, lebt jedoch in den Tag hinein, wechselt von einer Miniarbeitsstelle zur nächsten, träumt von einer Fernsehkarriere und verspielt sein Geld regelmäßig beim Pferderennen. Seine Frau Suzy belastet das Verhalten von Jean-Gabriel, zumal sie mit ihrem niedrigen Einkommen alles tut, um die Familie über die Runden zu bringen. Eines Tages hört die Tochter Manon, dass eine der Mitschülerinnen in den Osterferien Skifahren geht. Sie will nun auch in den Ferien Skifahren. Zwar räumt Jean-Gabriel ein, dass Schwarze eigentlich nie Ski fahren, verspricht den Kindern am Ende jedoch einen Skiurlaub. Suzy ist empört, kann sich die Familie doch kaum das tagtägliche Essen leisten. Jean-Gabriel erkundigt sich, was ein Skiurlaub kosten würde. Zwar erhält er von einem Bekannten eine Skihütte in den Bergen für relativ wenig Geld, doch summieren sich die Kosten für die Reise, die Skisachen, die Verpflegung und weitere Dinge auf rund 2000 Euro. Geld, das Jean-Gabriel nicht hat. Er will seinen Kindern mal wieder gestehen, dass er sein Versprechen nicht halten kann, entscheidet sich jedoch spontan um, als er merkt, wie sein ältester Sohn Yann geringschätzig auf ihn herabblickt. Jean-Gabriel beginnt, gezielt Geld für den Urlaub zu verdienen. Er sammelt in der Umgebung alte Skisachen und andere Dinge, die für einen Urlaub nützlich wären, und überzeugt seinen Bekannten Jojo mit ein wenig Erpressung, ihm seinen Wagen für den Urlaub zu borgen. Suzy jedoch hat endgültig genug. Sie bleibt daheim, um sich Gedanken über ihre Ehe mit Jean-Gabriel zu machen. Da er unfähig zur Hausarbeit ist, nimmt Jean-Gabriel kurzerhand seine Mutter Marie-Thérèse mit in den Urlaub, doch denkt sie gar nicht daran, im Urlaub Ersatz-Ehefrau zu spielen.
Auf dem Weg zum Skigebiet bleibt zunächst der Wagen im Schnee stecken. Am Chalet angekommen, treffen die Elisabeths auf die Vermieterfamilie Morgeot. Frau Morgeot ist überrascht, dass die Elisabeths schwarz sind. Auch auf der Skipiste sorgen sie für Aufsehen und stellen sich auf den Skibrettern eher ungeschickt an. Nur Yann stellt sich abseits. Ihm ist es peinlich, wie sich die Familie öffentlich blamiert. Er lernt bald die junge Juliette kennen, die wie er in Paris wohnt. Obwohl Juliettes Begleiter rassistische Bemerkungen machen, verstehen sich Yann und Juliette gut, treffen sich in den folgenden Tagen öfter und planen schließlich, ihre Beziehung in Paris fortzuführen. Der Rest der Familie hat ebenfalls Pläne: Manon will beim Singwettbewerb L’étoile des Gets auftreten, während der jüngste Sohn Ludo einen Stern beim Skifahren erhalten will. Jean-Gabriel leidet unterdessen still, hat er doch die Chaletmiete bisher nur angezahlt und kein Geld für die zweite Hälfte. Zu guter Letzt verspielt er sämtliches Geld bei Pferdewetten in einer Bar im Dorf. Sein Verhalten sorgt bei Yann und Marie-Thérèse für Empörung. Yann wirft dem Vater vor, ein Versager zu sein, der stets glaube, er sei etwas besseres, jedoch in Wirklichkeit gar nichts könne und dafür am Ende sogar seine Familie aufs Spiel setze. Jean-Gabriel sieht ein, dass er sein Leben ändern muss. Obwohl er das Jobangebot der Post bisher abgelehnt hat, bewirbt er sich nun. Statt dass jeder für sich alleine Ski fährt, tut sich nun die gesamte Familie zusammen und geht rodeln, auch wenn dabei ihr sowieso schon demoliertes Auto endgültig zerstört wird. Am Ende stellt sich heraus, dass Marie-Thérèse die noch ausstehende Summe für das Chalet bezahlt hat. Kurz vor Ende der Ferien erscheint Suzy im Winterskiort. Sie hat sich entschieden, weiter mit Jean-Gabriel zu leben. Nur Jojo, der mit Suzy gekommen ist, ist wütend, als er seinen Wagen sieht, und jagt Jean-Gabriel über die Skipiste.

## Produktion
In Triff die Elisabeths! verarbeitete der auf Martinique geborene Regisseur und Hauptdarsteller Lucien Jean-Baptiste auch eigene Erfahrungen, so fuhr er mit seinen Eltern im Alter von 14 Jahren zum ersten Mal Ski. Gedreht wurde der Film unter anderem in Les Gets.
Die Komödie kam am 25. März 2009 in die französischen und Schweizer Kinos. Am 31. Dezember 2009 lief der Film in Deutschland an, am 13. Februar 2011 wurde er im mdr erstmals im deutschen Fernsehen gezeigt. 2010 erschien der Film auf DVD.

## Kritik
Der film-dienst bezeichnete Triff die Elisabeths! als eine „unterhaltsame Komödie mit mitreißenden Darstellern, der der Slalom zwischen sorglosem Ferienfilm und Sozialkomödie gelingt. Dabei wird das Reizthema Rassismus freilich ohne viel Biss angegangen.“
Cinema nannte den Film eine „seichte Familienkomödie, die ihr Potenzial weitgehend verschenkt.“ Triff die Elisabeths! liefere „neben reichlich überdrehtem Slapstick, aber auch einige stimmige melancholische Tupfer“, schrieb Der Spiegel.

## Auszeichnungen
2009 gewann Triff die Elisabeths! auf dem Filmfest Hamburg den Publikumspreis. Der Film erhielt 2010 eine César-Nominierung in der Kategorie Bestes Erstlingswerk.